# Tòfol Mus Reynés
Tòfol Mus Reynés   (Maó, 30 d'agost de 1943) és un poeta menorquí.
Tòfol Mus Reynés és autor, entre d'altres, de la lletra de la cançó Escolta es vent, amb música de Josep Lluís Ortega Monasterio. La lletra és un poema que va escriure el jove Tòfol des de Menorca per a la seva enamorada Xisca que residia a Barcelona. La cançó es va presentar al III Festival de la Canción Menorquina de Alayor celebrat a Alaior l'any 1966 interpretada per Manuel i Jacinta, obtenint l'Ala de Plata i el Premio de la Crítica. Es va enregistrar el mateix any en vinil amb acompanyament d'orquestra amb la direcció de Josep Sola, arranjaments de Jorge Domingo i veu de Manuel.
A més de poeta, és autor d'obres teatrals musicals, destacant Odysseus (música de Lluís Mangado Briones) estrenada al Teatre Principal de Maó el 17 de gener de 2008 i Patent de cors (textos de Tòfol Mus Reynés i Lluís Mangado Briones i música de Didac Monjo Poveda) estrenada al Teatre Principal de Maó el 5 de març de 2016.
Va passar tota la infantesa i la joventut a primera línia de mar al Port de Maó i coneix bé les tècniques de pesca i marisqueig, els tipus d'embarcacions i els topònims costaners. És president des de 2018 d'Amics de la mar Port-Maó, associació que, entre altres activitats, ha promogut la creació de Thalassa, Centre del Patrimoni Marítim de Menorca, inaugurat el 2023 a Es Castell.

## Reconeixements
- Homenatjat per l'Orfeó maonès i l'Ajuntament de Maó l'any 2016 amb motiu del 50è aniversari de la cançó Escolta es vent.[8]